# Snedsted
Snedsted es una localidad situada en el municipio de Thisted, en la región de Jutlandia Septentrional (Dinamarca), con una población en 2012 de unos 1191 habitantes.
Se encuentra ubicada al sur de la isla de Vendsyssel-Thy, entre el mar del Norte al oeste, y el Limfjord, al este.